# Albertin Disseaux
Albertin Disseaux (Boussu-Bois, 17 de noviembre de 1914 - Aulnay-sous-Bois, 10 de julio de 2002) fue un ciclista belga que fue profesional entre 1936 y 1946.
A su palmarés destaca la victoria al Tour del Norte y el Tour del Oeste de 1936. El 1939 quedó séptimo a la clasificación general del Tour de Francia.

## Palmarés
- 1936
  - 1º en el Trofeo nacional belga
  - 1º en el Tour norteño
  - 1º en el Tour del Oeste
- 1942
  - 1º en la Burdeos-Angoulème
- 1943
  - 1º en el Circuito de París
- 1944
  - 1º en la París-Dijon

### Resultados al Tour de Francia
- 1937. No sale (17.ª etapa)
- 1938. 12º de la clasificación general
- 1939. 7º de la clasificación general